# 杨烈宇
杨烈宇（1918年—1993年11月10日），男，四川铜梁人，中国金属材料科学与工程、船机修造工程和等离子表面工程专家、教育家、社会活动家，大连海事大学教授，曾任中国农工民主党中央委员会副主席、名誉副主席，第六届全国政协委员，第七、八届全国人大常委。